# پلاتونیا
پلاتونیا ممکن است اشاره به وبسایت پلاتونیا (پنجره‌ای به هوش مصنوعی) داشته باشد.
پلاتونیا (نام علمی: Platonia insignis) نام یک گونه از تیره کلازیاسه است.